# Narewka
Narewka es una villa polaca situada en el noreste del país, en Voivodato de Podlaquia y a unos 11 km de la frontera con Bielorrusia parte de la cual se consideró durante mucho tiempo. Culturalmente está influenciada no solo por la religión católica, que es la confesión mayoritaria, sino también por la Iglesia Ortodoxa, confesada en su mayoría por la minoría bielorrusa. 

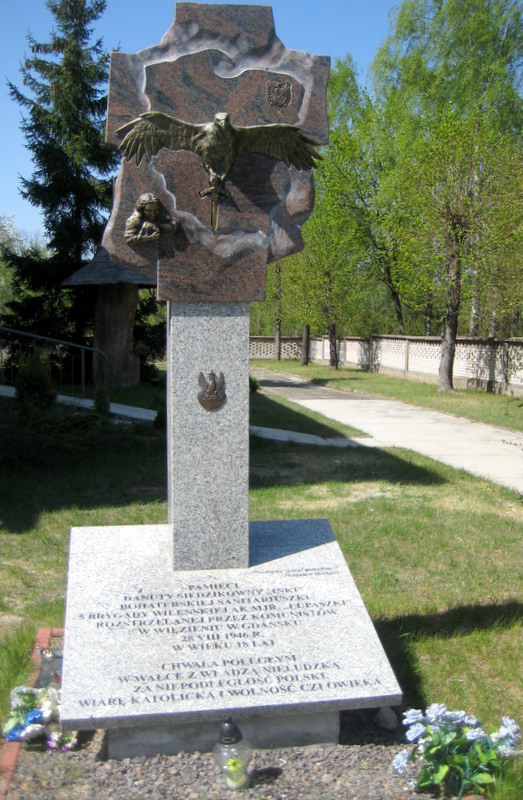
Memorial for Danuta Siedzikówna in Narewka
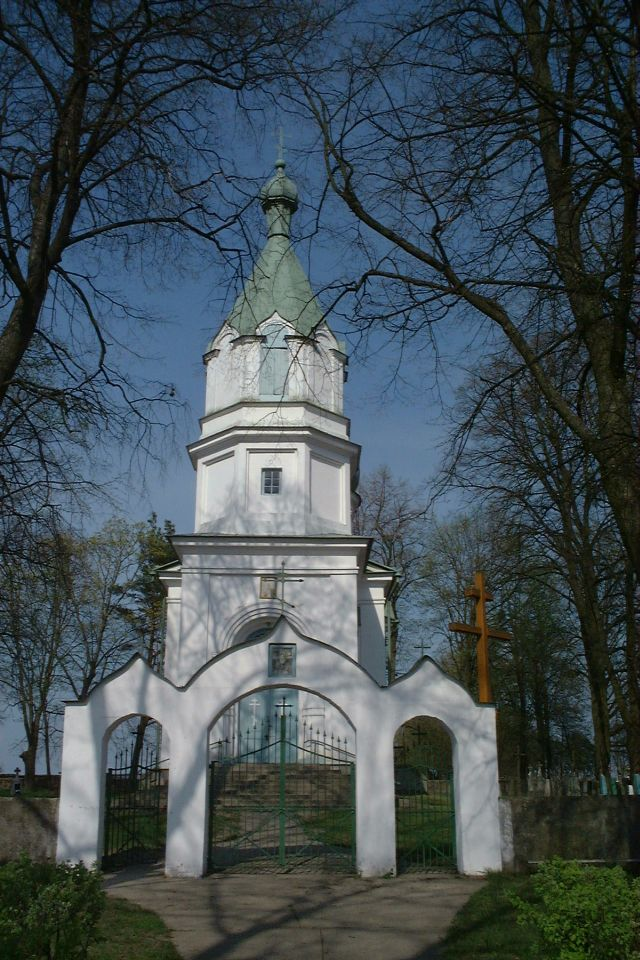
Cerkiew św. Mikołaja in Narewka
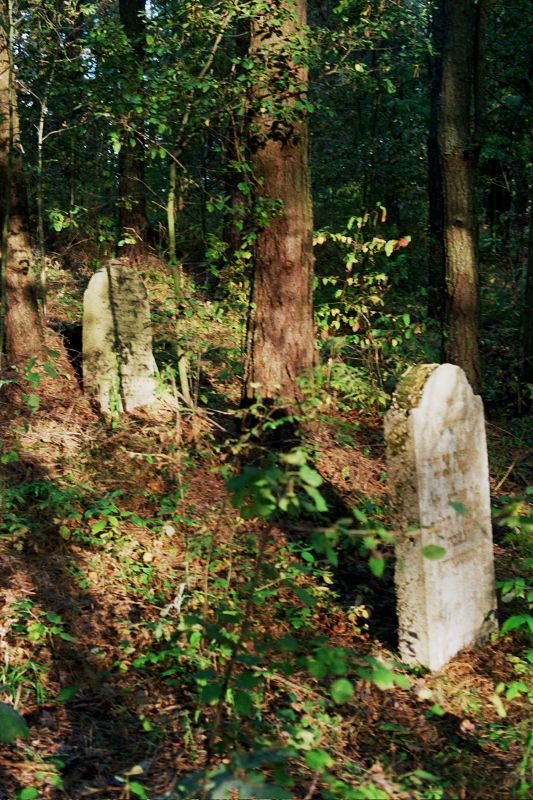
Kirkut in Narewka

- Datos: Q589681
- Multimedia: Narewka / Q589681

1. ↑  Worldpostalcodes.org,código postal n.º 17-220.